# أجواء عامة
في التسويق يستخدم المصطلح الأجواء العامة لوصف نظام تصميم المساحات التجارية. وقد شكل مصطلح الظواهر الجوية لأول مرة فيليب كوتلر (Philip Kotler) في مقال صدر عام 1973 في جريدة بيع التجزئة (Journal of Retailing).
وقال كوتلر في مقالته أن المنتج الملموس ليس إلا جزءًا صغيرًا من حزمة الاستهلاك الكلي. ويتجاوب المشترون مع المنتج الكامل الذي يتضمن الخدمات والضمانات والتعبئة والإعلان والتمويل والعبارات الرقيقة والصور وما إلى ذلك. وينطوي مصطلح الأجواء العامة على ثلاثة أشكال فنية رئيسة ذات أهمية بالنسبة للبيع بالتجزئة: البنية الأساسية: الهيكل الخارجي والتصميم الداخلي وتصميم نوافذ العرض. وتؤدي الأجواء العامة للمساحات التجارية ثلاث وظائف: جذب الانتباه والرسائل (اتصال) والتأثير على الوجدان.
والمصطلح الجو العام هو مصطلح مقتبس في الأصل من مجال العمارة. وهو عبارة عن مساحة مصممة بطريقة ما لإحداث تأثير وجداني معين على الأشخاص. ويتضح ذلك في الكاتدرائيات، إذ تبعث بعض المساحات على الشعور بالرهبة الروحية.
ويطرح كوتلر تعريفين لمصطلح الأجواء العامة. عبارة عن «تصميم مكان ما بطريقة تولي اهتمامًا بخلق تأثير وجداني معين تبعثه على المشترين» أو بوصف أدق «هو الجهد المبذول لتصميم بيئات شرائية تحدث تأثيرات وجدانية محددة في نفس المشتري لتعزيز احتمالية الشراء».
الأجواء العامة عبارة عن بناء كيفي يؤثر على الحواس الرئيسة الأربعة مع استبعاد حاسة التذوق. ويمكن تقسيم الجو العام في المساحة التجارية المقصودة إلى: المساحة المصممة والجو المدرَك: أي إدراك المستهلك لهذه المساحة.
وتعد الأجواء العامة أداة تسويقية مناسبة حيث يُباع المنتج حتى نفاده وحيثما يكون للبائع خيارات التصميم. وغالبًا ما تكون هذه المساحات مخصصة للبيع بالتجزئة مثل المحلات والمطاعم وأيضًا المكتبات والمباني الدينية والمدنية وهكذا.
وأصبحت الأجواء العامة أداة أكثر ملاءمة مع زيادة منافذ البيع التنافسية وقلة الفارق بين الأسعار قدم كوتلر «الأجواء العامة» كمفهوم ذي أهمية في تحديد المكانة السوقية لقيمة المعروض. وتعد «الأجواء العامة» أداة أكثر ملاءمة عندما يُستهدف بالمنتج والخدمات مجموعات محددة من المشترين.
ويسرد كوتلر سلسلة من الأسباب التي تربط بين الجو العام وقابلية الشراء:
- الصفات الحسية للمساحة المحيطة بالشيء المباع
- إدراك المشتري لهذه الصفات الحسية
- تأثير هذه الصفات الحسية المدرَكة
- تأثير المعلومات الجديدة والحالة الوجدانية